# Keep Calm and Carry On
Keep Calm and Carry On (Engels voor Blijf kalm en ga door) was de naam van een Britse propagandaposter die in 1939 werd ontworpen tijdens de Tweede Wereldoorlog als onderdeel van een serie posters die het publiek gerust moesten stellen. De poster werd in grote oplage gedrukt en gedistinueerd, maar vanuit de Britse overheid werd alsnog besloten om ze niet te gebruiken. De voorraad werd tot april 1940 bewaard, maar daarna in verband met ernstig papierschaarste verwerkt tot papierpulp. De illustrator van de poster was Ernest Wallcousins.

De Keep Calm and Carry On-poster uit 1939

De poster raakte daarna in de vergetelheid totdat hij in 2000 werd ontdekt door een tweedehandsboekhandelaar in Alnwick, Northumberland, die een grote verzameling boeken kocht tijdens een veiling en daaronder bevond zich een exemplaar van de poster. Hij besloot deze poster in te lijsten en in zijn boekwinkel op te hangen, wat resulteerde in een aantal verzoeken om hem te verkopen. Als gevolg van de vraag liet hij 500 kopieën drukken.
In 2005 besteedde een landelijk dagblad aandacht aan de poster en stroomden de aanvragen binnen. Al gauw wist hij 3000 posters per week te verkopen.
De poster werd een internethit en leidde tot veel varianten, waaronder internetmemes.